# Festuca tzvelevii
Festuca tzvelevii är en gräsart som beskrevs av Evgenii Borisovich Alexeev. Festuca tzvelevii ingår i släktet svinglar, och familjen gräs. Inga underarter finns listade i Catalogue of Life.